# Ludwig Lörcher
Ludwig Lörcher (* 11. Mai 1901 in Welzheim; † 10. Juni 1971 in Vaihingen an der Enz)  war ein württembergischer Verwaltungsbeamter, Landrat und Bürgermeister.

## Leben
Der Sohn eines Pfarrers besuchte die Lateinschule in Brackenheim und das Karlsgymnasium in Stuttgart. 1922 legte er die Staatsprüfung für den gehobenen mittleren Justizdienst ab. Von 1922 bis 1925 war er Obersekretär beim Jugendamt Kirchheim-Nürtingen-Urach und von 1925 bis 1938 Amtsvormund, später Geschäftsführer des Jugendamts Kirchheim unter Teck. Eineinhalb Jahre lang verwaltete er dort nebenbei das Kreiskrankenhaus. 1938 bis 1945 leitete er als Geschäftsführer das Kreisfürsorgeamt Vaihingen an der Enz, dazu war er ab 1942 stellvertretender Geschäftsführer des Jugendamtes, seit 1939 als Kreisoberinspektor. Vom 8. April bis 15. Juli 1945 war er kommissarischer Landrat des Landkreises Vaihingen, vom 16. Juli 1945 bis 1954 dann Bürgermeister der Stadt Vaihingen an der Enz. 